# Mikołajowska Rada Obwodowa

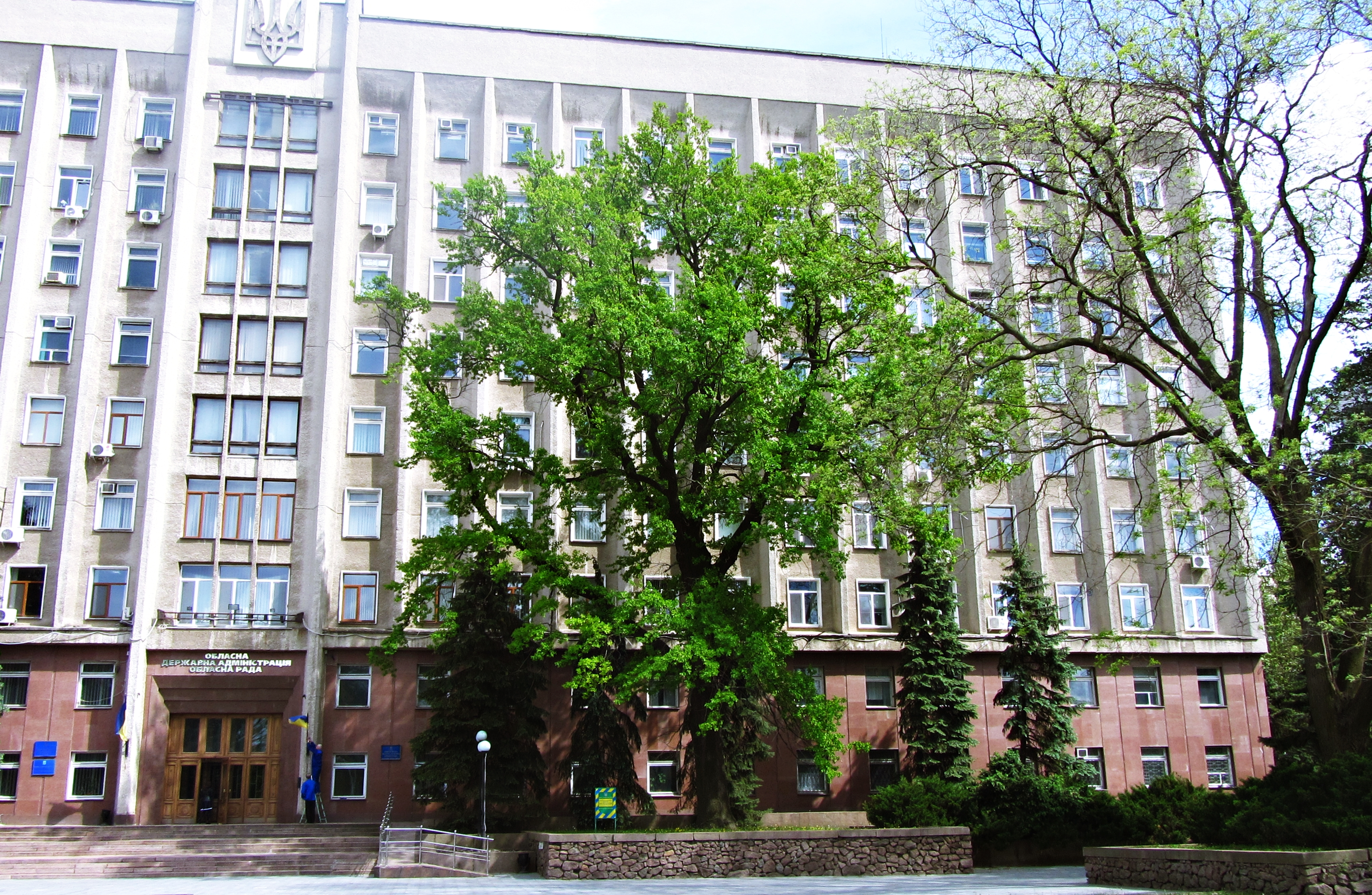
Budynek rady obwodowej

Mikołajowska Rada Obwodowa (ukr. Миколаївська обласна рада) – organ obwodowego samorządu terytorialnego w obwodzie mikołajowskim Ukrainy, reprezentujący interesy mniejszych samorządów – rad rejonowych, miejskich, osiedlowych i wiejskich, w ramach konstytucji Ukrainy oraz udzielonych przez rady upoważnień. Siedziba Rady znajduje się w Mikołajowie.

## Przewodniczący Rady
- Tetiana Demczenko (od 5 maja 2006)